# Mountain Roars
Mountain Roars ist ein thailändischer Spielfilm von Chonchanok Thanatteepwong und Pobwarat Maprasob aus dem Jahr 2025.

## Inhalt
Ein junger Mann und eine junge Frau begeben sich in eine Höhle. Dort versuchen sie der Natur ihre Geheimnisse zu entlocken. Dazu scheint ein mysteriöses Licht.

## Produktion
Der Film feierte am 14. Februar auf der Berlinale 2025 in der Sektion Forum Expanded Premiere.